# Bonaduz
Bonaduz (en romanche: Panaduz) es una comuna suiza del cantón de los Grisones, situada en la región de Imboden. Limita al norte con las comunas de Trin y Tamins, al este con Domat/Ems, al sur con Rhäzüns, y al oeste con Versam.

## Lengua
La lengua tradicional del pueblo fue hasta mediados de siglo XIX el retorromano. En 1880 el 75% de la población hablaba esta lengua. Fue a mediados del siglo XX que la lengua fue perdiendo importancia: en 1900 todavía un 55% hablaba romanche, en 1941 ya no eran sino el 15%, en 1980 11%, 6% en 1990 y 5,3% actualmente. Estos porcentajes nos indican la forma en que el romanche está desapareciendo en la región, mientras que el alemán la conquista. Debido al bajo porcentaje de parlantes de romanche, actualmente la única lengua oficial es el alemán.

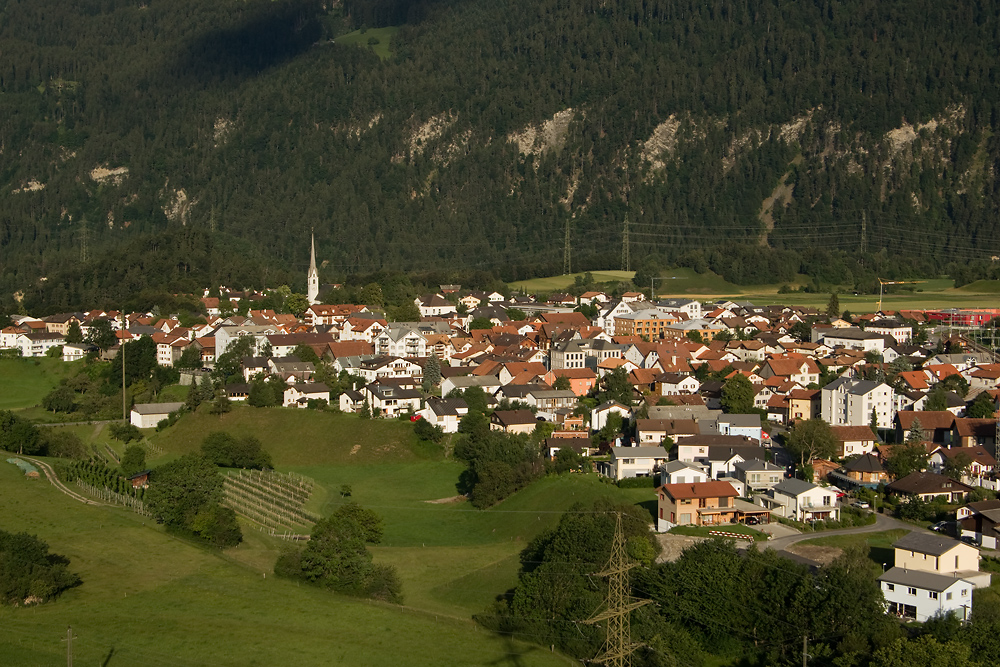
Vista de Bonaduz.